# Приекульская волость (Курземе)
Прие́кульская во́лость (латыш. Priekules pagasts) — одна из территориальных единиц Южно-Курземского края Латвии, в историко-культурной области Курземе. Находится в центре края. Граничит с городом Приекуле и с Грамздской, Виргской, Вайнёдской, Бункской, Эмбутской, Калвенской волостями своего края. Волостной центр — город Приекуле.

## История
В конце XII века территория нынешней Приекульской волости находилась в пограничной зоне древних куршских земель Дувзаре и Пиемаре, в XIII веке в пограничной зоне Ливонского ордена и Курляндского епископства. В исторических источниках Приекуле первый раз упоминается в 1483 году.
В 1945 году в Приекульской волости были основаны Приекульский и Судмальский сельсоветы. В 1949 году волостное деление было отменено. В 1951 году Приекульский сельсовет был ликвидирован, а его территория была присоединена к Судмальскому сельсовету, который в 1957 году был присоединён к городу Приекуле. В 1960 году к Приекуле присоединили также часть Аситского сельсовета. В 1975 году сельская территория города Приекуле снова была преобразована в Приекульский сельсовет, к которому присоединили также часть Грамздского сельсовета. В 1990 году Приекульская волость была восстановлена.
В 2009 году, в результате латвийской административно-территориальной реформы, Приекульская волость вошла в состав вновь образованного Приекульского края. В ходе административно-территориальной реформы Латвии 2021 года, Приекульский край был упразднён, Приекульская волость вошла в состав укрупнённого Южно-Курземского края.

## География
Приекульская волость расположена на Западной Курземской возвышенности — в западной части Вартайской волнистой равнине и в восточной части Эмбутского всхолмления. Самое высокое место, превышающее 155 метров над уровнем моря, находится вблизи Асите.
Территория волости находится в бассейнах притоков Барты Вартаи и Апше. Вартая протекает по северной границе волости. Среднюю часть волости пересекает её приток Вирга. В южной части волости, в глубокой долине протекает приток Апше Руня. В волости несколько озёр, самое крупное —  озеро Рейня. Также есть несколько низинных болот, крупнейшее — Приекульское болото (площадь 206 га). Изучено Приекульское месторождение глины, есть отложения гравия и песка. В южной и северной частях волости имеются большие лесные массивы.

## Население
В 1935 году в Приекульской волости проживало 1307 человек, из них латышей — 91,7 %, немцев — 3,0 %, поляков — 1,2 %, русских — 1,0 %.
В 2000 году в Приекульской волости проживало 786 человек, из них 48,2 % мужчин, 51,8 % женщин. По национальному составу: латышей — 71,1 %, литовцев — 17,2 %, украинцев — 4,8 %, русских — 3,2 %, белорусов — 2,4 %.
По состоянию на 1 января 2022 года население волости составляло 485 человек.

## Экономика
В 1871 году была построена железнодорожная линия Лиепая — Мажейкяй. Вокруг станции Приекуле образовался посёлок. Начали работу печь по обжигу кирпича, лесопилка, мастерские по литью чугуна и обработке шерсти, магазины. Началась добыча торфа. В 1915 году во время Первой мировой войны немецкие войска построили железнодорожную линию Приекуле — Скуодас. Во время аграрной реформы 1920 года мызская земля Приекульской волости была разделена на небольшие крестьянские хозяйства. В 1935 году в Приекульской волости насчитывалось 184 крестьянских хозяйства, работали молокозавод, 2 мельницы и лесопилка.
В советское время в 1941 году был создан совхоз «Приекуле», к которому в 1959 году был присоединён колхоз «Saules stars» (рус. Луч солнца), в 1960 году колхоз «Liesma» (рус. Пламя), в 1970 году колхоз «Sarkana zvaigzne» (рус. Красная звезда). Работало лесничество, 3 магазина. Был построен военный аэродром, который в 1971 году перестроили для нужд сельскохозяйственной авиации.
По состоянию на 2000 год в волости было 349 крестьянских хозяйств и 129 приусадебных хозяйств. Работали 2 лесопилки, 2 магазина, АЗС.

### Транспорт
Приекульскую волость пересекают железнодорожные линии Лиепая — Мажейкяй и Приекуле — Скуодас (пассажирское движение закрыто в 1997 году), региональные автодороги P106 Эзере — Эмбуте — Гробиня, P114 Илмая — Приекуле — литовская граница (Плудони) и местные автодороги V1198 Илмая — Приекуле, V1206 Дурбе — Тадайки — Бунка — Приекуле, V1210 Приекуле — Паплака — Вирга, V1211 Приекуле — Пурмсати — Калети и V1212 Приекуле — Вайнёде.

## Образование и культура
Первая школа в Приекуле была открыта в 1758 году. После Первой мировой войны была открыта новая волостная 4-классная начальная школа и 6-классная основная школа, которая в 1928 году после получения Приекуле статуса города была преобразована в Прекульскую городскую 6-классную основную школу. В 1940 году обе школы были объединены в одну, которая в 1951 году была преобразована в среднюю школу. В 1957 году школа была разделена на 1-ю среднюю школу с латышским языком обучения и 2-ю среднюю школу с русским языком обучения. В 1996 году 2-я средняя школа была закрыта, а её помещения переданы под начальную школу. В годы первой Латвийской республики на территории нынешней Приекульской волости работали также Аситская 6-классная основная школа и Ауструмская 4-классная начальная школа. Аситская 6-классная основная школа была закрыта в 1969 году.
Первая библиотека в волости была основана в 1909 году. В 1919 и 1921 годах были основаны еще 2 библиотеки. В советское время на территории нынешней Приекульской волости также было 2 клуба.
По состоянию на 2024 год в волости действуют Приекульская средняя школа, детский сад «Dzirnaviņas», Приекульская музыкальная и художественная школа, дом культуры и библиотека. Работают любительские коллективы: женский хор, вокальный ансамбль старшего возраста «Zilais lakatiņš», любительский театр, танцевальный коллектив среднего возраста «Duvzare», танцевальный коллектив «Valceris», творческое объединение «Saspraude», детская танцевальная студия «Ķiņķēziņi», детская поп-группа «Pipari».